# Oneirodes acanthias
Oneirodes acanthias es una especie de pez del género Oneirodes, familia Oneirodidae, orden Lophiiformes. Fue descrita científicamente por Gilbert en 1915.
Especie inofensiva para el ser humano. Puede alcanzar los 1750 metros de profundidad y un peso máximo de 370 gramos.

## Descripción
Su longitud total es de 20,0 centímetros.

## Distribución
Se distribuye por México y Estados Unidos.